# 宮島咲良
宮島 咲良（みやじま さくら、1983年11月9日 - ）は、日本のタレント、フリーアナウンサー。ワタナベエンターテインメント所属。朗読劇カンパニー『スーパーミヤジマンヒーローズ』座長。

## 来歴
東京都江戸川区出身。東京都立両国高等学校卒業。高校在学時から大学卒業まで、青文字系雑誌の読者モデルとして芸能活動をしており、ファッション誌CUTiEでは『カリスマキッズ』と呼ばれるレギュラーモデルをしていた。2006年9月から12月までの間、ウェザーニューズのお天気キャスターを務めていた。 また、幼少時から声の仕事に興味を持っていた。
共立女子大学卒業後の2007年4月、アナウンサーとして九州朝日放送（KBC）に入社。KBCの地デジ大使、「デジタルよかたい・ひろめ隊」隊員も務めていた。2010年3月に同社を退社。地元の東京に戻り、同年4月からタレントとしてワタナベエンターテインメントに所属。
2011年4月、週刊プレイボーイにてグラビアデビューし、2011年10月末に舞台『ザ・デッド・エンド』で舞台初出演。
2014年4月、テレビアニメ『くつだる。』のテーマ曲で歌手デビューを果たし、2015年には、自身が好きなスーパー戦隊シリーズの『手裏剣戦隊ニンニンジャー』挿入歌で戦隊歌手デビューも果たした。
2017年には、『日曜もアメトーーク! スーパー戦隊大好き芸人』にも出演。以後、スーパー戦隊シリーズへの出演や制作発表記者会見、イベント、ネット番組などでのMCも務めている。
2021年2月25日に自身のTwitterアカウントで子宮内膜症に罹患していることを公表し、手術のためレギュラー番組は一部休演した。3月7日には無事に手術が完了した旨を報告、順次レギュラー復帰している。その後芸能記者の中西正男によるインタビューや講談社の女性誌『FRaU』へ寄稿した手記において、2018年11月頃から下腹部に激痛とそれに伴う発熱が生じており、その後診断で卵巣に症状が起きていたこと、2020年6月に再び激痛と発熱が生じ、改めて調べた結果卵巣が肥大化しており、投薬でも改善しないことから手術に踏み切ったことを語っている。
2023年9月に朗読劇カンパニー『スーパーミヤジマンヒーローズ』を旗揚げ。

## 人物

### 特撮
- 趣味はスーパー戦隊の全てであり、秘密戦隊ゴレンジャーが一番好き。普段からアカレンジャーのフィギュアを持ち歩いており、アメスタプレミアム等では一緒に出演している。
- 一番好きな戦隊ソングは『とべ！バリブルーン』（秘密戦隊ゴレンジャー）で、十八番は『花のモモレンジャー』（秘密戦隊ゴレンジャー）、『侍戦隊シンケンジャー』（侍戦隊シンケンジャー）、『雨のちレインボー』（烈車戦隊トッキュウジャー）である。なお、特撮の入り口も楽曲であり、大人になって聞き返した昭和系ヒーローソングのカッコ良さから徐々に熱中した[8]。幼少時に好きだった戦隊は超新星フラッシュマン[8]。
- 自宅の部屋は漫画とフィギュアと戦隊グッズとCDと洋服を飾っている。部屋には物がいっぱいあり汚かったが、2016年6月6日放送の『直撃!コロシアム!! ズバッと!TV』で整理され、その後は整理されている[9]。
- 好きな男性のタイプはエナメル質（つるつる感）[8]。

### その他
- 所属事務所の芸人ブルーリバーと元AKB48の松井咲子、BaseBallBearの小出祐介、瀬戸康史の妹の女優瀬戸さおりが友達として確認されている。松井とは舞台「デッド・エンド」で共演し、それ以来の仲である[10]。
- スキップができないと語る[11]。

## 出演番組

### 現在のレギュラー
- 汐留TV!〜こちら、汐テレ★さきどり女子部〜（2016年4月 - 、BS日テレ）
- BSイレブン競馬中継 SUNDAY（2017年1月 - 、BS11） - アシスタントMC　メインMCは俳優の東幹久
- うまナビ!イレブン 日曜（2017年1月 - 、BS11） - アシスタント）
- 増田貴久・中丸雄一のますまるらじお（2021年4月 - 、MBSラジオ） - アシスタント[12]
  - 2014年5月から2020年6月までは『テゴマスのらじお』、2020年7月から2021年3月までは『ますますらじお』[13]
- MOTIVE!!（2019年4月5日 - 、bayfm）安東弘樹と2MC
- D’s Cafe supported by ディズニー★JCBカード（2022年10月2日 - 、bayfm） - DJ[14]

### テレビ番組
女子大生時代
- アナタマ（2005年、テレ朝チャンネル）

KBCアナウンサー時代
- ドォーモ リポーター（2009年度）
- 気ままにLB（2008年度。村仲皆美 、深町健二郎と共にメインMC）
- アサデス。KBC（2007年6月 - 2009年3月、不定期でニュースを担当。金曜日のみ「スポーツきらり」担当）
- 『ぷっ』すま（テレビ朝日、2009年8月4日）ユースケチーム廉姫アナ
- 全国おもしろニュースグランプリ（テレビ朝日、2008年、2009年）

フリー以後
- ハチナビプラス ギュギュっと!（2010年4月 - 2012年3月、TNCテレビ西日本） - 木曜リポーター
- エンタメ侍（2010年10月 - 2012年6月、TVQ九州放送）
- データソムリエ西村雅彦（FBS福岡放送他九州NNN系列局）
- のびのび!カマンベーロ（2011年4月2日 - 2012年9月29日、TVQ九州放送）
- 激PUSH!（2010年10月 - 降板時期不明、TVQ九州放送）
- BOXING LEGENDS〜世紀の一戦〜（2013年、フジテレビNEXT）
- MUSIC にゅっと。（NOTTV、2015年4月 - 2016年1月31日） - MC / 月曜・水曜
- キッズ劇場エース（2014年4月 - 2017年3月、テレビ神奈川） - 歌のおねえさん
- キレ☆カワ女子部（2012年10月 - 2017年3月、TVQ九州放送）
- ミライダネ!（2017年4月 - 2018年3月、テレビ東京） - リポーター
- BE-BOP SPORTS〜スポーツを愛するマンデートーク〜（2018年4月 - 2019年3月、TOKYO MX） - キャスター
- 突撃!隣のスゴイ家（2018年10月 - 、BSテレ東） - リポーター

#### その他出演
- モーニングチャージ!（テレビ東京、2016年5月16日）
- 直撃!コロシアム!! ズバッと!TV（TBS、2016年5月16日、2016年6月6日）
- キャスターチャンピオンボウリング2016（CSフジテレビONE、2016年10月18日）
- 紺野、今から踊るってよ（テレビ東京、2016年9月28日）
- ナカイの窓（日本テレビ、2016年10月26日）
- 踊る！さんま御殿!!（日本テレビ、2016年12月13日）
- くりぃむVS林修！年越しクイズサバイバー（テレビ朝日、2016年12月31日）
- 徳井と後藤と麗しのSHELLYと芳しの指原が今夜くらべてみました（日本テレビ、2017年2月21日）
- ネプリーグSP（フジテレビ、2017年2月27日）
- 紺野、今から踊り納めるってよ(テレビ東京、2017年3月27日）
- 〜公開ネタ見せ番組〜輝け!ギャラ3000円芸人!オールナイトでギャラ3000円脱出SP!(BSスカパー!、2017年3月31日）
- グサッとアカデミア〜中山&林先生の女性に刺さる幸せ講義〜（日本テレビ、2017年5月18日）
- 聞いてた話と違います!（フジテレビ、2017年7月7日）
- 日曜もアメトーーク!スーパー戦隊大好き芸人（テレビ朝日、2017年7月30日）
- 必殺!バカリズム地獄（abemaTV、2017年9月1日）
- 今から、西野アナが行きますんで〜頑張る美女を歌で応援します〜（テレビ東京、2017年10月24日）
- あすの地球と子供たち　空まで飛んでけ環境問題!（テレビ神奈川、2018年3月25日）MC

### テレビドラマ
- SEDAI WARS（2020年1月6日 - 2月17日、MBSテレビ） - アナウンサー 役
- 魔進戦隊キラメイジャー 第3話・第21話（2020年3月22日・8月30日、テレビ朝日） - ナレーション / 水族館のおねえさん 役[15][16]
- ウルトラマンZ 第23話（2020年12月5日、テレビ東京） - キャスター 役
- ウルトラマントリガー NEW GENERATION TIGA 第24話（2022年1月15日、テレビ東京） - キャスター 役

### 映画
- 宇宙戦隊キュウレンジャーVSスペース・スクワッド（2018年6月30日公開、東映） - アナウンサー 役
- 劇場版 仮面ライダーリバイス バトルファミリア（2022年7月22日公開、東映） - キャスター 役

### ラジオ
- ベロベロバー 水曜日「sakura色のウェンズデー」（2008・2009年度、マイクネーム） - sakura名義
- さくら色の音楽絵巻（2007年10月 - 2008年3月）
- YAGアニメラボ（2010年1月31日、ニッポン放送）
- ビビる25（2013年4月 - 9月、TOKYO FM）
- Sakura's INVITATION（2013年4月 - 9月、エフエムインターウェーブ）
- YOYOGI PIRATES TUESDAY MUSIC MAGAZINE（2012年4月 - 2014年3月、エフエム富士）
- Event 80 Navi（2013年4月 - 2014年9月、TOKYO FM）
- Dr.コパの黄金の扉（2010年4月 - 2015年3月、KBCラジオ）
- Slash&Burn（2014年4月 - 2016年3月、エフエム富士） - 水曜・木曜→水曜担当
- J POP N’ ROCKs（2016年4月 - 2018年3月、FM-FUJI）
- サタデーミュージックバトル 天野ひろゆき ルート930（2020年6月20日 - 2021年9月25日、ニッポン放送） - アシスタント
- OTOBAKO〜いつも心に音楽を〜（2018年4月 - 2022年3月、JFN） - 第2・4週ナビゲーター
- A&Gリクエストアワー 阿澄佳奈のキミまち!（2019年4月 - 2022年3月、文化放送） - 中継リポーター[17]

### オリジナルビデオ
- ルパンレンジャーVSパトレンジャーVSキュウレンジャー（2019年8月21日発売、東映ビデオ） - アナウンサー 役
- リバイスForward 仮面ライダーライブ&エビル&デモンズ（2023年5月10日、東映ビデオ） - キャスター 役[18]

### Webドラマ
- from Episode of スティンガー 宇宙戦隊キュウレンジャー ハイスクールウォーズ（2017年9月9日、東映特撮ファンクラブ） - キョウトウインダベー（声） 役

### Web配信番組
- おは天（2006年9月4日 - 12月31日、ウェザーニューズ 携帯電話向け動画配信サービス） - 関東地区4期生キャスター（女子大生時代）
- 咲良咲子のふたりぼっちラジオ（2014年5月26日 - 2014年9月22日、AmebaStudio）
- 中川翔子のアニメが好ぎだーーっ!（2014年10月 - 、NOTTV） - ナレーション
- 咲良咲子の気まぐれ放送局〜ラジオ風味をそえて〜（2014年11月09日 - 2015年6月14日、AmebaStudio）
- 宮島咲良単独プレミアム放送！（2014年11月17日 - 2015年6月25日、AmebaStudio）
- 松井咲子と宮島咲良の 土曜の夜は生にゅっと。with 橋爪もも（2015年8月15日 - 2015年9月5日、ニコニコ生放送）
- 石ちゃんのSAKE旅（2017年1月 - 、AmazonTV） - ナレーション
- スーパー戦隊パーティー（2020年2月 - 、YouTube スーパーヒーロータイム/テレビ朝日、東映特撮ファンクラブ、ビデオパス）
- キングオージャーチャンネル略してキングちゃん（2023年4月 - 、YouTube テレビ朝日スーパーヒーロータイムチャンネル、東映特撮ファンクラブ）
- ワンちゃんNo1（2025年3月 - 、YouTube テレビ朝日スーパーヒーロータイムチャンネル、東映特撮ファンクラブ）

### 舞台
- ザ・デッド・エンド（2011年10月26日・30日、銀座博品館劇場）

## ディスコグラフィ

### CD
- 「Hello Hello/白いページ」（COCC-16893）（NHK Eテレアニメ「くつだる。」オープニングテーマ/エンディングテーマ）
- 「ミニアルバム 手裏剣戦隊ニンニンジャー 1」（COCX-39070）「コロちゃんパック 手裏剣戦隊ニンニンジャー 1」（COCZ-1138）に収録

　　忍ばずわっしょい! シュリケンジン（高取ヒデアキ＆宮島咲良）
- 「ミニアルバム 動物戦隊ジュウオウジャー 3」（COCX-39660）「コロちゃんパック 動物戦隊ジュウオウジャー 3」（COCZ-1144）に収録

　　輝く王者（Project.R（高橋秀幸＆宮島咲良））

### 未発売
- 「ぐっ・もー!」（キッズ劇場!!主題歌　2014年4月 - ）

## 電子書籍
- スペシャル写真集『ニュースなカラダ』（2011年12月、集英社）[19]